# Torben Frank
Torben Frank (Koppenhága, 1968. június 16. –) Európa-bajnok dán válogatott labdarúgó.

## Pályafutása

### Klubcsapatban
1986 és 1991 között a Brøndbyben játszott és három alkalommal (1987, 1988, 1990) nyerte meg a dán bajnokságot. Az 1991–92-es szezonban a Lyngby játékosa volt és újabb bajnoki címet ünnepelhetett. 1992 és 1995 között az Olympique Lyon együttesének volt a tagja, de sérülés miatt nem játszott egyetlen mérkőzést sem a klub színeiben. 1995-ben hazatért a Lyngbyhez, ahol két szezont töltött. 1997 és 1998 között a Frem csapatát erősítette. 1998-ban a Køge színeiben fejezte be a pályafutását. 

### A válogatottban
1991 és 1992 között 5 alkalommal szerepelt a dán válogatottban. Tagja volt az 1992-es Európa-bajnokságon győztes válogatott keretének.

## Sikerei, díjai
Brøndby
- Dán bajnok (1): 1987, 1988, 1990
- Dán kupagyőztes (1): 1988–89

Lyngby BK
- Dán bajnok (1): 1991–92

Dánia
- Európa-bajnok (1): 1992